# نحن العالم 25 لهايتي
نحن العالم 25 لهايتي هي أغنية خيرية سجلت من طرف مجوعة من الفنانين لهايتي عام 2010. وهي إعادة إنشاء لأغنية «نحن العالم» التي صدرت عام 1985 من كتابة مايكل جاكسون وليونيل ريتشي، وسجلت من طرف أمريكا لأفريقيا للمساعدة في إغاثة أفريقيا من الجماعة.بداية، في أواخر عام 2009، تم اقتراح الفكرة لريتشي وكوينسي جونز-منتج «نحن العالم» الأصلية- بأن يتم إعادة إصدار مقطع من الأغنية الأصلية تحت اسم "Live 25". بعد زلزال هايتي 2010، الذي دمر منطقة كبيرة وقتل آلاف من الناس، كان من المتفق عليه أن يسجل الأغنية فنانون جدد، أملا في أن ينهض جيل جديد يساعد الناس في هايتي.

## فنانون لهايتي

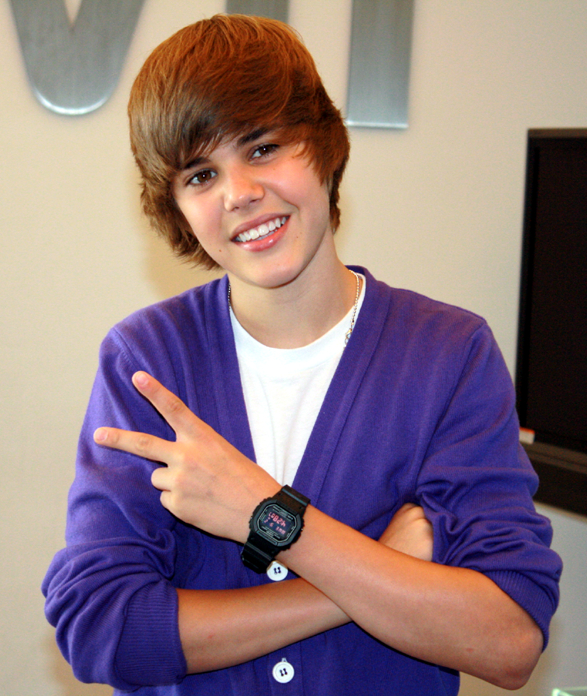
افتتح مغني البوب جستن بيبر(في الصورة) الأغنية، إلى جانب نيكول شيرزينغر و جنيفر هدسون.

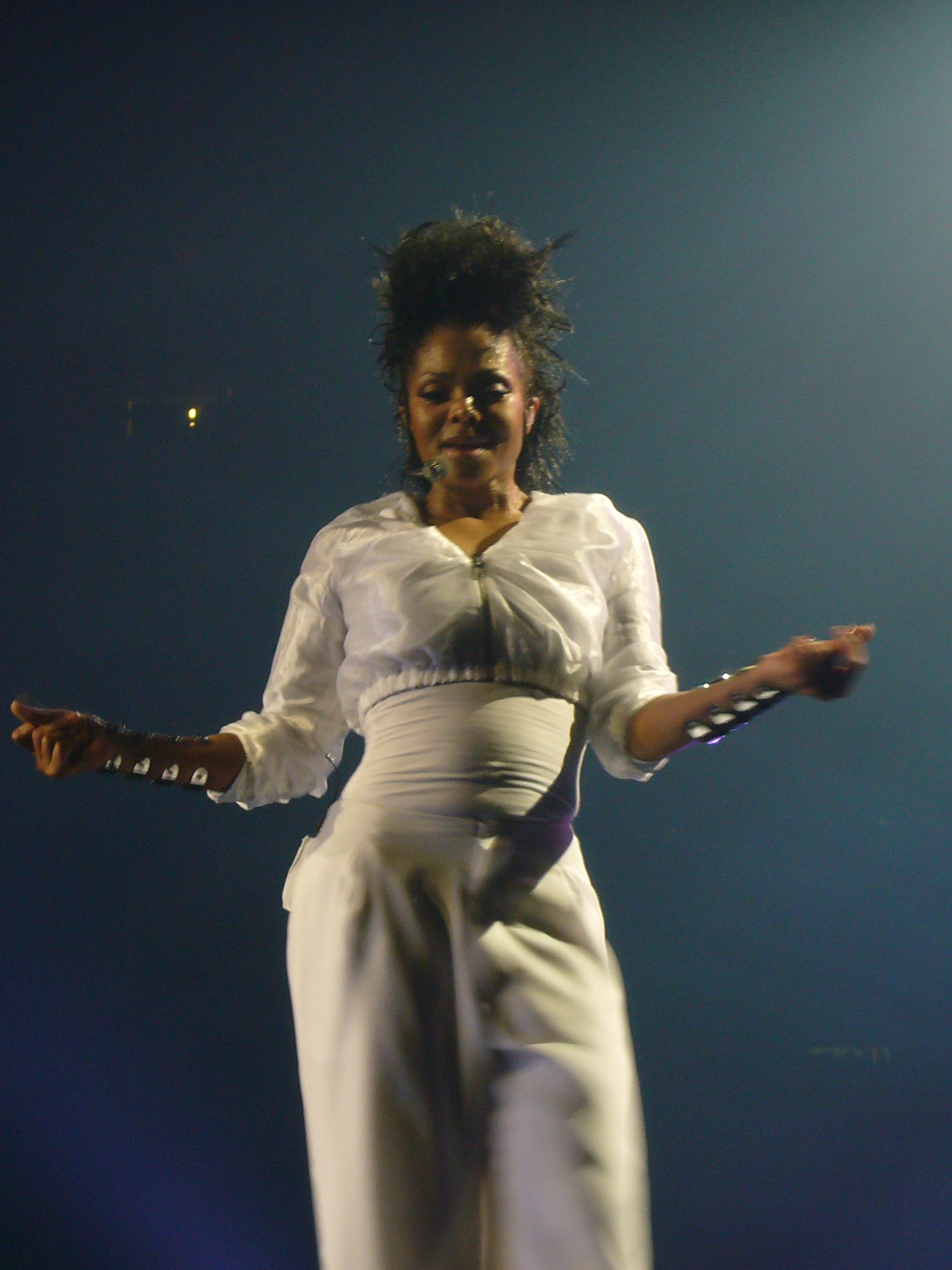
غنت جانيت جاكسون (في الصورة) جنبا إلى جنب مع أخيها،مايكل جاكسون، عبر لقطة مؤرشفة.

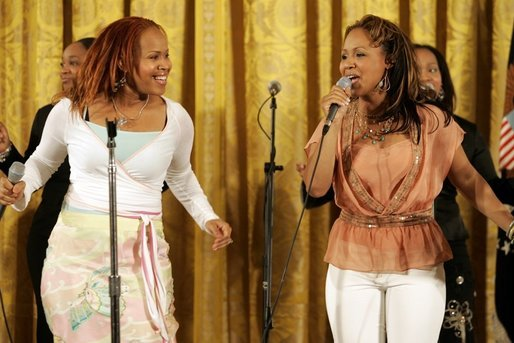
يمكن سماع أصوات ماري ماري بوضوح في النهاية.

```
المنتجون
```

- كوينسي جونز
- لاينل ريتشي
- ميرفين وارين